# Garnotia kengii
Garnotia kengii är en gräsart som beskrevs av Shou Liang Chen. Garnotia kengii ingår i släktet Garnotia och familjen gräs. Inga underarter finns listade i Catalogue of Life.